# International Klein Blue
International Klein Blue (IKB), ibland bara kallad kleinblå, är en intensiv ultramarin färg som först blandades av den franske konstnären Yves Klein, som också patenterade färgen.

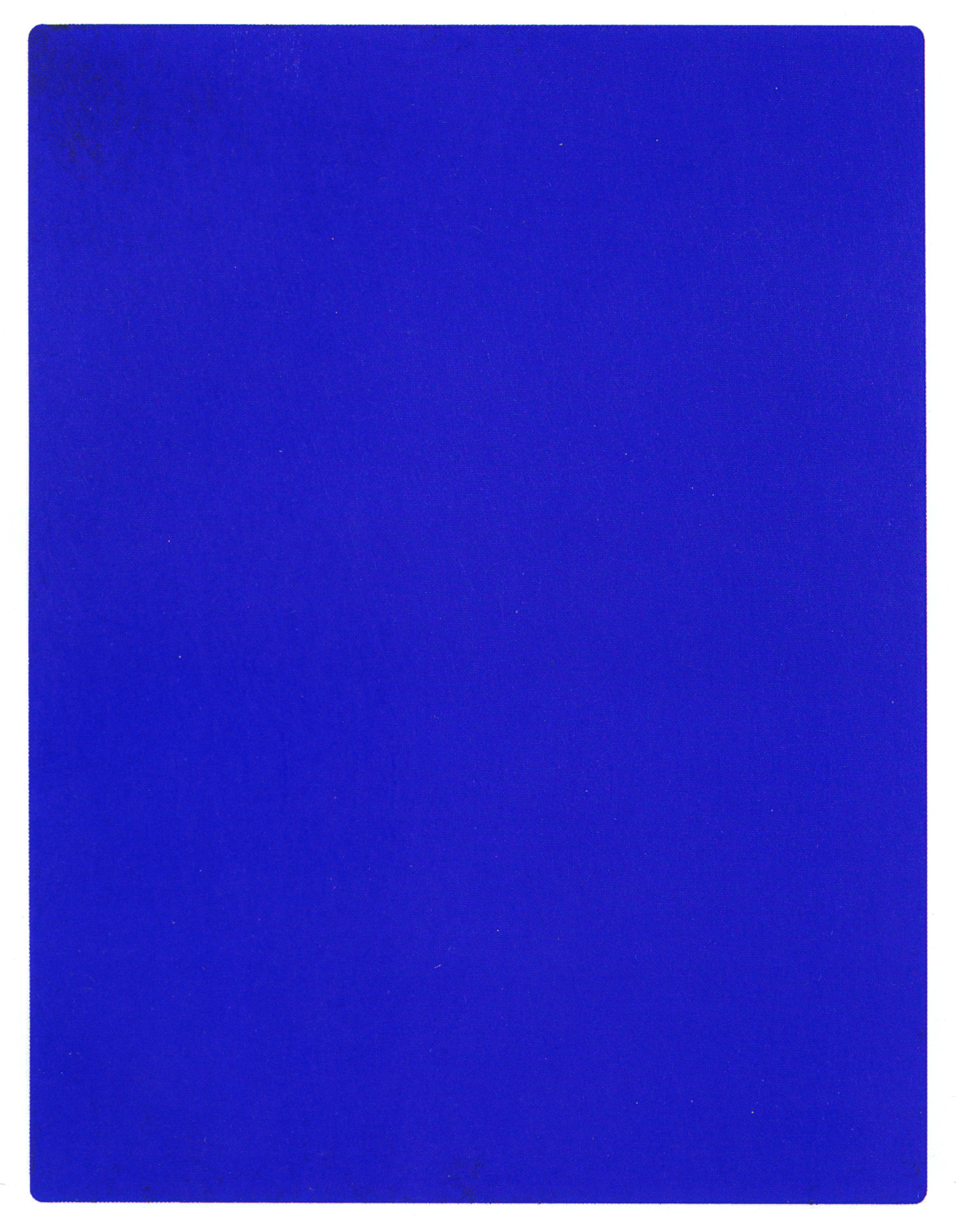
IKB 191, en av de många monokroma målningar Klein skapade med färgen International Klein Blue.

IKB utvecklades av Yves Klein i hans jakt på färg som bäst representerade hans konstnärliga koncept. IKB utvecklades av Klein och en kemist vid det franska läkemedelsföretaget Rhône Poulenc och tanken var att skapa en färg som hade samma intensitet som torrt färgpigment, vilket uppnåddes genom att det torra pigmentet blandades med polyvinylacetat, vilket är ett syntetisk bindemedel.
I maj 1960 lämnade Klein in en patentansökan på färgen under namnet International Klein Blue (IKB) och han fick patentet i april året därpå.
Klein hade tidigare jobbat mycket med blått, men det var först 1958 som han använde det som det centrala i en målning, där färgen i sig var verket. Han gjorde därefter en serie monokroma verk med IKB som centralt tema. Bland dessa finns både mer konventionella enfärgade målningar, tavlor med tvättsvampar, skulpturer med tvättsvampar och performance där Klein målade modellers nakna kroppar och lät dem gå, rulla, och ligga på målarduk.